# Prosoma

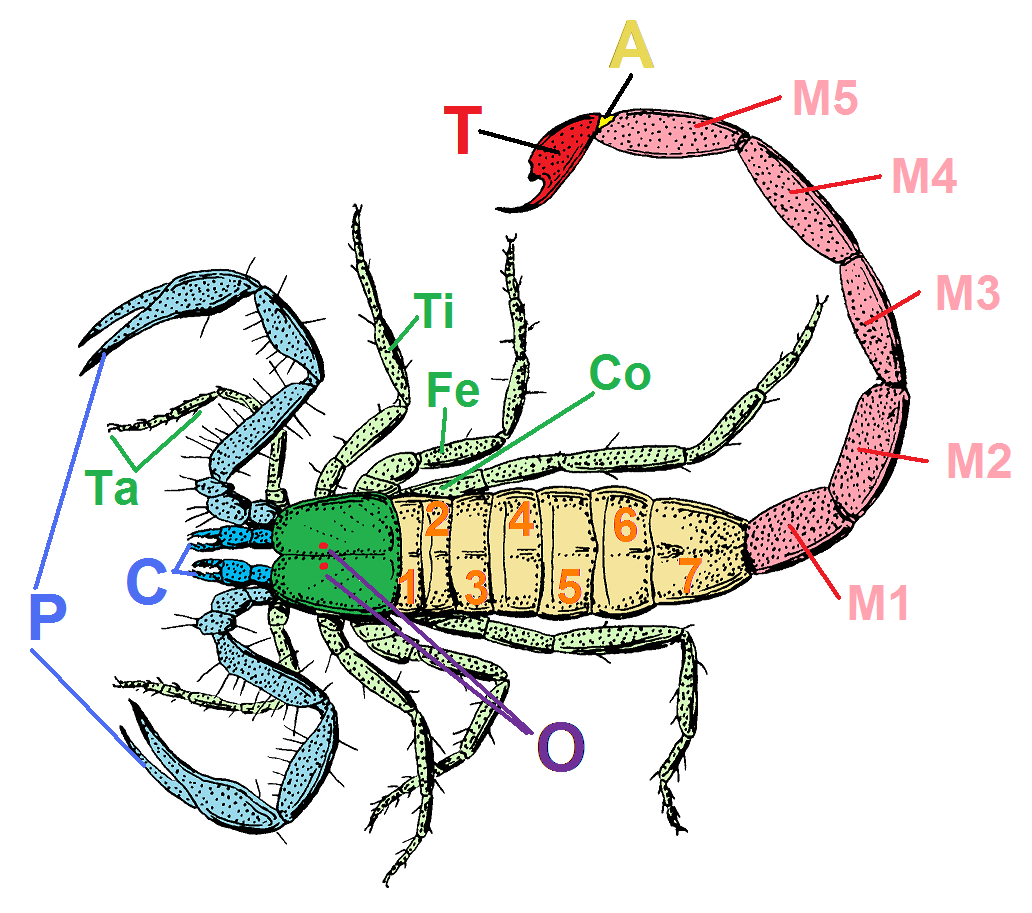
Budowa zewnętrzna skorpiona − prosoma oznaczona barwą ciemnozieloną

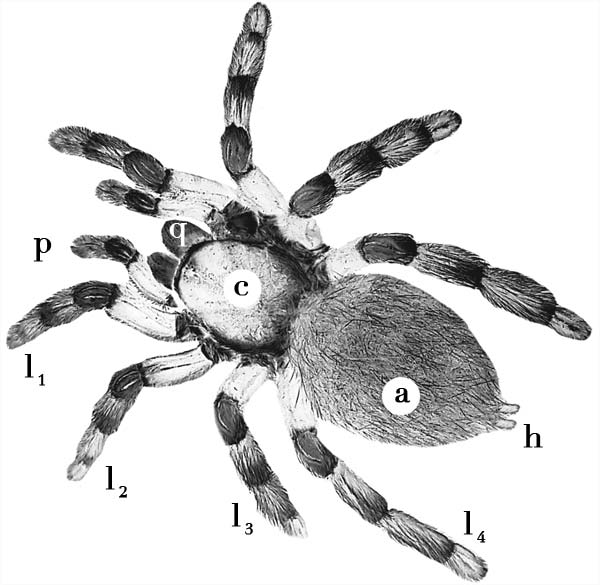
Budowa zewnętrzna pająka − prosoma oznaczona literą c

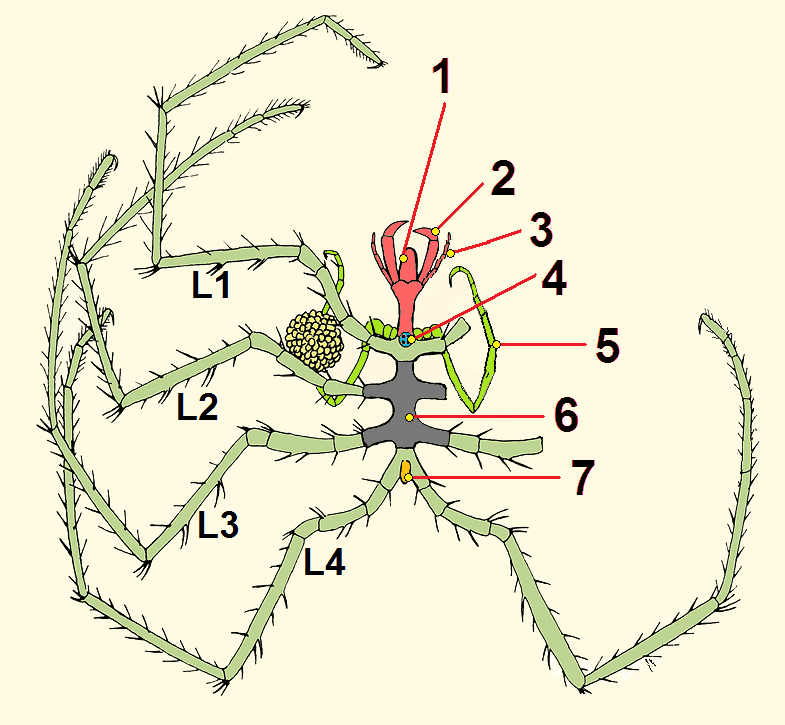
Kikutnica z rodzaju Nymphon − prosoma oznaczona numerem 6

Prosoma − pierwsza tagma budująca ciało wielu szczękoczułkowców, poprzedzająca opistosomę. Określana bywa też jako głowotułów, jednak taka nazwa uznawana jest za niesłuszną.
Prosoma złożona jest ze zlanych ze sobą sześciu przednich segmentów ciała, widocznych wyłącznie na etapie rozwoju embrionalnego. Standardowo zawiera szczękoczułki, nogogłaszczki i 4 pary odnóży krocznych. Łączy się ona z opistosomą za pomocą siódmego, pregenitalnego segmentu, zwykle silnie zredukowanego. U pająków często między prosomą, a opistosomą znajduje się petiolus, będący przekształconym pierwszym segmentem tej drugiej.
Prosoma od strony grzbietowej często pokryta jest karapaksem lub peltidium. U solfug, głaszczkochodów i rozłupnogłowców pierwsze 4 segmenty prosomy przykrywa od góry propeltidium, a pozostałe dwa tworzą kolejno mezopeltidium i metapeltidium.
U kikutnic prosoma ma 7 do 9 segmentów.